# 中山陵音乐台
32°03′26.07″N 118°51′00.87″E / 32.0572417°N 118.8502417°E

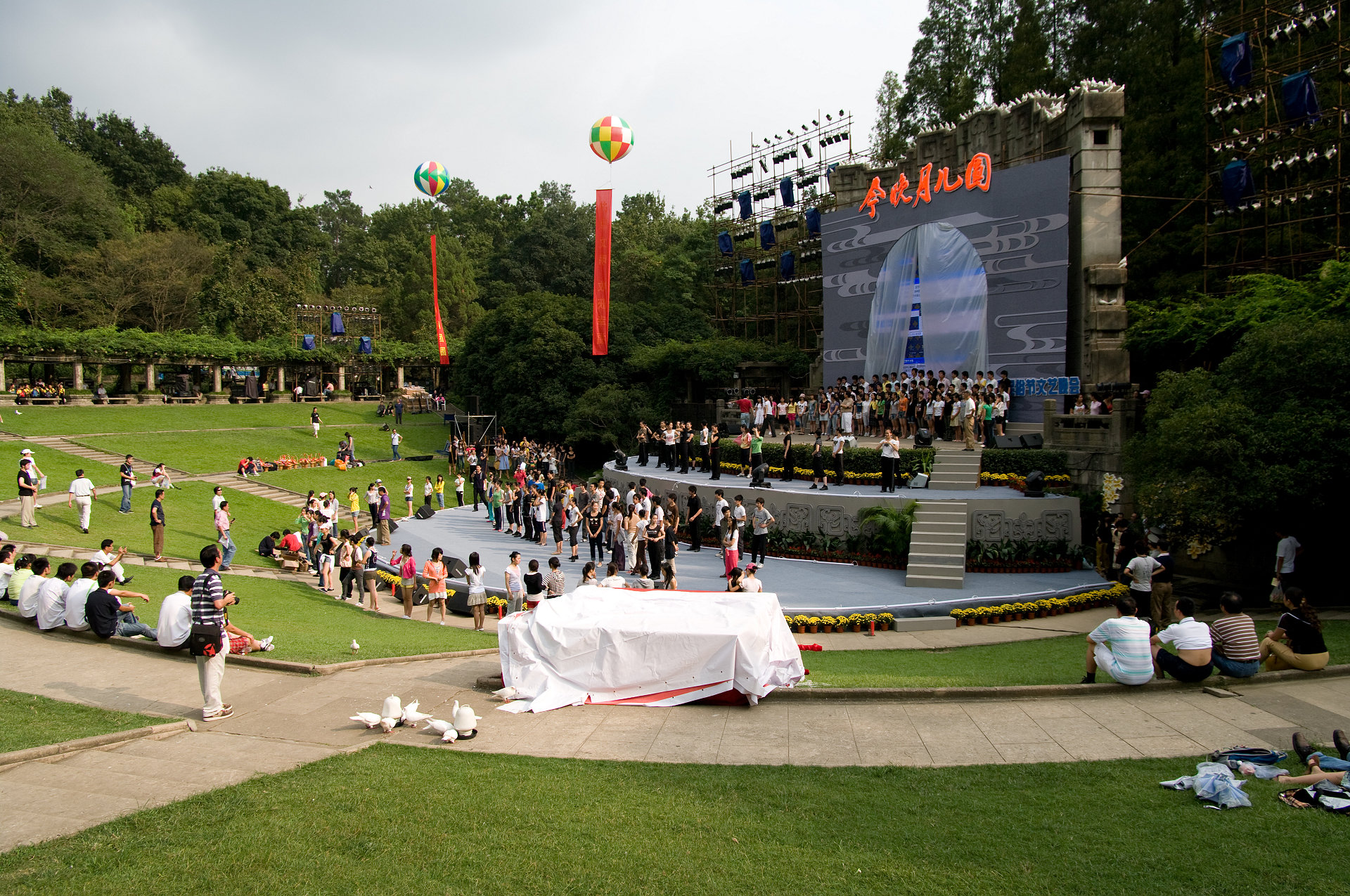
环绕舞台的半圆形草坪可容纳观众3000人

中山陵音乐台是中山陵的配套建筑，位于中国江苏省南京市中山陵广场东南面，主要用于纪念孙中山先生仪式时的音乐表演及集会演讲，是一座占地面积4200余平方米的露天舞台。该建筑由杨廷宝设计，利源营造厂承建，造价9.5万元，费用源于当时旅美旧金山的华侨和国民党辽宁省党部的捐款。

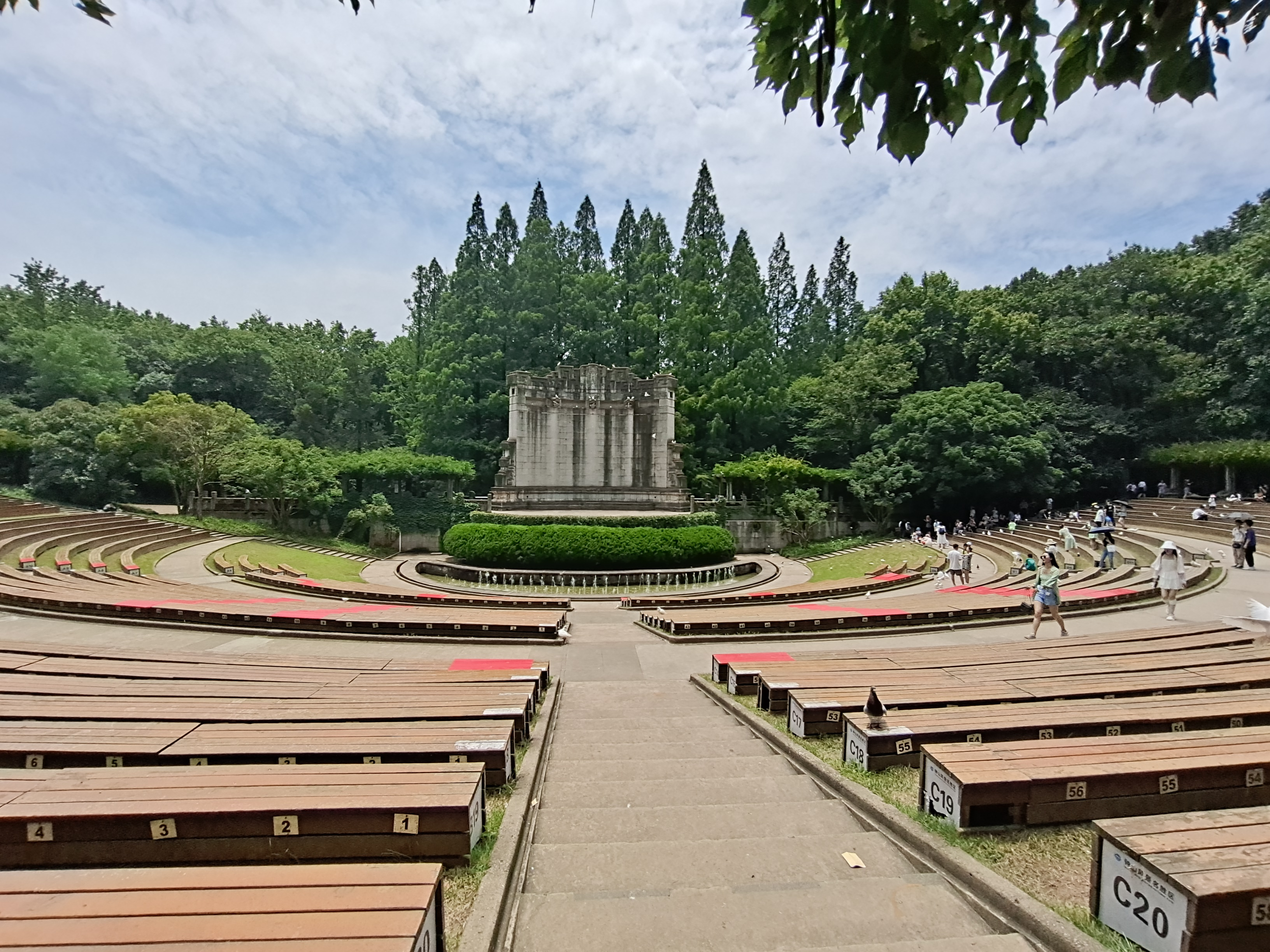
遠眺音樂台

## 历史
1932年秋动工，1933年8月建成。音乐台建筑风格为中西合璧，在利用自然环境，以及平面布局和立面造型上，充分吸收古希腊建筑特点，而在照壁、乐坛等建筑物的细部处理上，则采用中国江南古典园林的表现形式。其平面布局呈半圆形，半圆形圆心处设置一座弧形钢筋混凝土结构的舞台及照壁。舞台长约22米，宽约13.33米，高出地面3.33 米。舞台后方为一堵混凝土照壁，仿中国传统五山屏风样式。照壁坐南朝北，宽约16.67米，高约11.33米，略呈围曲，立于须弥座上。既为舞台背景，又是起到反射声波作用，表面以水泥斩假石镶面。照壁上部及两侧，雕刻有云纹图案。上部云纹图案之下，雕有三个龙头，突出墙体之外。在舞台边缘处有数道波浪形台阶，阶内填土以栽花草。舞台正前方有弯月状莲花池，池半径为12.67米，用以汇集露天场地的雨水，池水终年不涸，有增强舞台音效的作用。舞台两翼筑有平台，上砌有钢筋混凝土紫藤花架。舞台下辟有休息室、盥洗室和贮藏室等。
舞台前为观众席。设计者巧妙利用草坪的自然起伏，设计成由高到低的半圆形观众席。半圆形草坪呈坡面状，半径约56.67米。草坪上，沿同心弧方向展开三条小径；沿扇面坡道圆心方向建有五条宽二米的放射形走道，每条走道有45级台阶。草坪被小径和走道台阶分为12块，草坪上可容纳观众3000余名。
半圆形音乐台较高外缘上建有一条宽6米、长150米的紫藤花架。走道内外两侧，各有36根立柱、36个花盆、30张石凳。花架下的同一侧花盆之间，有长条形石凳，供观众品茶休憩。在花架边的紫藤外围，有一条弧形水沟，上有五座小桥，为音乐台内的五条出入口。紫藤长廊呈半圆形展开，形成等距离的节奏和旋律美。